# نب‌کاورع ختی
| N5 | V30 | D28 · Z1 · Z2 |

| N5 | V30 | D28 · Z1 · Z2 |

نب‌کاورع ختی فرعونی در دودمان دهم مصر باستان در دوره نخست میانی مصر بوده‌است.

## شواهد
نامِ پادشاهی به نام نب‌کاورع (Nebkaure) همچنین در پاپیروسی متعلق به اواخر دوره پادشاهی میانه (شماره ۳۰۲۳ برلین) آمده است که بخشی از داستان معروف و پرطرفدار «دهقان بلیغ» را در بر دارد. احتمالاً نب‌کاورع ختی همان پادشاهی است که در این داستان حضور دارد.